# هوزا (ميزوري)
هوزا (بالإنجليزية: Huzzah)‏ هي إحدى المجتمعات الفردية (غير مصنفة) في ولاية ميزوري في الولايات المتحدة الأمريكية.